# Куанг, Ребекка Ф.
Ребекка Ф. Куанг (англ. Rebecca F. Kuang, кит. трад. 匡靈秀, упр. 匡灵秀, пиньинь Kuāng Língxiù, палл. Куан Линсю; род. 29 мая 1996) — американская писательница китайского происхождения. Работает в жанре фэнтези и speculative fiction, автор бестселлеров. Её первый роман «Опиумная война» вышел в 2018 году и завоевал множество наград. Куанг получила Мемориальную премию Комптона Крука и премию Уильяма Кроуфорда, а также стал финалистом премий Небьюла, Локус, Джона В. Кэмпбелла и Всемирной премии фэнтези. Также «Опиумная война» победила в номинации «дебютный роман» в BooktubeSFF Awards 2019. Её роман «Вавилон. Сокрытая история» был удостоен премии Небьюла за лучший роман в 2023 году.

## Биография
Когда Ребекке было четыре года, её семья эмигрировала в Соединённые Штаты из Гуанчжоу, Китай. Отец Куанг вырос в Лэйяне, в провинции Хунань, а мать — на острове Хайнань. Отец её матери сражался за Чан Кайши. Семья её отца пережила японскую оккупацию провинции Хунань.
Куанг выросла в Далласе, штат Техас, и окончила школу Гринхилл в 2013 году. Она поступила в Джорджтаунский университет, привлеченная известной дискуссионной командой колледжа. Куанг начала писать «Опиумную войну», когда во время перерыва в учёбе она работала тренером по дебатам в Китае. Сочинять Ребекке нравилось всегда, но она боялась, что образование в области литературы может не дать ей востребованной профессии. Зато во время непосредственной работы над книгой она окончила несколько литературных курсов. В итоге роман был опубликован, когда ей было 22 года.
Ребекка окончила университет в июне 2018 года. Она провела лето после окончания университета, тренируя дискуссионный лагерь в Колорадо. Далее она училась в колледже Магдалины Кембриджского университета в качестве получателя стипендии Маршалла в 2018 году, где она получила степень магистра философии по Китаеведению. В настоящее время она получает степень магистра в области современного китаеведения в Оксфордском университете.
Её дебютный роман «Опиумная война», военное фэнтези в сеттинге, навеянном историей и культурой Китая, опубликован издательством Harper Voyager в 2018 году и является первой частью запланированной трилогии. На русском книга вышла в издательстве fanzon летом 2019 года.
«Опиумная война» получила в основном положительные отзывы, в том числе от критиков.

## Опиумная война
«Опиумная война» относится к жанру тёмного фэнтези. Сюжет в значительной степени основан на истории Китая середины XX века. Конфликт отсылает ко второй китайско-японской войне, но декорации при этом вдохновлены эпохой династией Сун. В романе достаточно точно воссозданы социальные, мифологические и философские реалии Китая выбранной эпохи. Его главная героиня, сирота Рин, прикладывает огромные усилия, чтобы отправиться учиться в престижную военную академию. Обучение там не из лёгких, но Рин находит наставника, который поможет ей раскрыть уникальные способности. Способности, которые окажутся необходимыми в приближающейся войне.
Ту часть книги, которая посвящена военным действиям, сравнивают по накалу страстей и жестокости с работами Джорджа Мартина и Джо Аберкромби.
В России «Опиумная война» стала одной из самых значимых книг 2019 года по версии интернет-магазина «Лабиринт».

### Серия «Опиумная война»
- Опиумная война (май 2018, в России 2019)
- Республика Дракон (август 2019, в России 2021)
- Пылающий Бог (ноябрь 2020, в России 2021)

### Короткие рассказы
- «The Nine Curves River» в антологии The Book of Dragons (июль 2020)
- «Against All Odds» в антологии From a Certain Point of View: 40 stories celebrating 40 years of The Empire Strikes Back (ноябрь 2020)

В мае 2021 Ребекка анонсировала свою следующую книгу Babel, публикация которой запланирована на август 2022 года.
В октябре 2021 PublishersWeekly.com сообщил о покупке прав на книгу «Йеллоуфейс», которая вышла в 2023 году.